# 亞西亞的七個教會

亚细亚七个教会以及拔摩岛位置

亞细亞的七個教會是早期基督教的七個主要教會，被記載在《新約聖經》的《啟示錄》書卷，整個場景都在罗马帝国亚西亚行省，今土耳其小亞細亞半岛。据《启示录》第1章，基督指示《啟示錄》的作者拔摩島的約翰：
|                           | 你所看見的，當寫在書上，達與以弗所、士每拿、別迦摩、推雅推喇、撒狄、非拉鐵非、老底嘉等七個教會。 |
| ——《啟示錄》第1章第11节参 |                                                                                                  |

## 給七教會的七封書信（三位一體教派中譯版）
《啟示錄》第2－3章記錄了分別給上述七教會的七封信。這些書信遵循一個共同的模式：基督首先宣明自己的身份，其次宣告每個教會的光景、勸勉、和責備，然後發出對教會中“得勝者”的呼召。雖然這七封信是針對個別的教會，但寄信人還是聲明：「聖靈向眾教會所說的，“凡有耳的，就應當聽”」。
下表摘要自三位一體教派的中譯《啟示錄》第2－3章：
| 教會     | 基督的自述                                                         | 教會光景和基督的評語 | 對得勝者的呼召 |
| -------- | ------------------------------------------------------------------ | --- | --- |
| 以弗所   | 右手拿著七星、在七個金燈臺中間行走的。                             | - 勸勉：我知道你的行為、勞碌、忍耐、也知道你不能容忍惡人、你也曾試驗那自稱為使徒卻不是使徒的、看出他們是假的來。你也能忍耐、曾為我的名勞苦、並不乏倦。 - 責備：你把起初的愛心離棄了。 應當回想你是從那裡墜落的、並要悔改、行起初所行的事． 若不悔改，我就……把你的燈臺從原處挪去。 - 稱讚：你恨惡尼哥拉一黨人的行為、這也是我所恨惡的。 | 我必將 神樂園中生命樹的果子賜給他喫。 |
| 士每拿   | 那首先的、末後的、死過又活的。                                     | - 勸勉：我知道你的患難、你的貧窮、（你卻是富足的）也知道那自稱是猶太人所說的毀謗話、其實他們不是猶太人、乃是撒但一會的人。 - 你將要受的苦你不用怕．魔鬼要把你們中間幾個人下在監裡、叫你們被試煉．你們必受患難十日。你務要至死忠心、我就賜給你那生命的冠冕。 | 必不受第二次死的害。(實則生命的冠冕即是最大賞賜） |
| 別迦摩   | 有兩刃利劍的。                                                     | - 勸勉：我知道你的居所、就是有撒但座位之處．當我忠心的見證人安提帕在你們中間、撒但所住的地方被殺之時、你還堅守我的名、沒有棄絕我的道。 - 責備：在你那裡、有人服從了巴蘭的教訓．這巴蘭曾教導巴勒將絆腳石放在以色列人面前、叫他們喫祭偶像之物、行姦淫的事。你那裡也有人照樣服從了尼哥拉一黨人的教訓。……若不悔改，我就……用我口中的劍、攻擊他們。 | 我必將那隱藏的嗎哪賜給他．並賜他一塊白石、石上寫著新名．除了那領受的以外、沒有人能認識。                                                                   |
| 推雅推喇 | 眼目如火焰、腳像光明銅的 神之子。                                  | - 勸勉：我知道你的行為、愛心、信心、勤勞、忍耐．又知道你末後所行的善事、比起初所行的更多。 - 責備：你容讓那自稱是先知的婦人耶洗別教導我的僕人、引誘他們行姦淫、喫祭偶像之物。我曾給他悔改的機會、他卻不肯悔改他的淫行。…… 我要叫他病臥在床、那些與他行淫的人、若不悔改所行的、我也要叫他們同受大患難。我又要殺死他的黨類、叫眾教會知道、我是那察看人肺腑心腸的．並要照你們的行為報應你們各人。 - 餘民：一切不從那教訓、不曉得他們素常所說撒但深奧之理的人．我告訴你們、我不將別的擔子放在你們身上。但你們已經有的、總要持守、直等到我來。 | 我要賜給他權柄制伏列國．他必用鐵杖轄管他們、將他們如同戶的瓦器打得粉碎．像我從我父領受的權柄一樣．我又要把晨星賜給他。                                     |
| 撒狄     | 有 神的七靈、和七星的                                              | - 責備：我知道你的行為、按名你是活的、其實是死的。你要儆醒、堅固那剩下將要衰微（原文作“死”）的．因我見你的行為、在我 神面前、沒有一樣是完全的。所以要回想你是怎樣領受、怎樣聽見的．又要遵守、並要悔改。若不儆醒、我必臨到你那裏如同賊一樣．我幾時臨到、你也決不能知道。 - 勸勉：你還有幾名是未曾污穢自己衣服的．他們要穿白衣與我同行．因為他們是配得過的。 | 必這樣穿白衣．我也必不從生命冊上塗抹他的名．且要在我父面前、和我父眾使者面前、認他的名。                                                                   |
| 非拉鐵非 | 那聖潔、真實、拿著大衛的鑰匙、開了就沒有人能關、關了就沒有人能開的 | - 勸勉：我知道你的行為、你略有一點力量、也曾遵守我的道、沒有棄絕我的名．看哪、我在你面前給你一個敝開的門、是無人能關的。那撒但一會的、自稱是猶太人、其實不是猶太人、乃是說謊話的、我要使他們來在你腳前下拜、也使他們知道我是已經愛你了。你既遵守我忍耐的道、我必在普天下人受試煉的時候、保守你免去你的試煉。我必快來、你要持守你所有的、免得人奪去你的冠冕。 | 我要叫他在我 神殿中作柱子、他也必不再從那裡出去．我又要將我 神的名、和我 神城的名（這城就是從天上從我 神那裡降下來的新耶路撒冷）並我的新名、都寫在他上面。 |
| 老底嘉   | 那為阿們的、為誠信真實見證的、在 神創造萬物之上為完首的            | - 責備：我知道你的行為、你也不冷也不熱．我巴不得你或冷或熱。你既如溫水、也不冷也不熱、所以我必從我口中把你吐出去。你說、我是富足、已經發了財、一樣都不缺．卻不知道你是那困苦、可憐、貧窮、瞎眼、赤身的．我勸你向我買火煉的金子、叫你富足．又買白衣穿上、叫你赤身的羞恥不露出來．又買眼藥擦你的眼睛、使你能看見。凡我所疼愛的、我就責備管教他．所以你要發熱心、也要悔改。 - 餘民：我站在門外叩門．若有聽見我聲音就開門的、我要進到他那裡去、我與他、他與我一同坐席。                                                                       | 我要賜他在我寶座上與我同坐、就如我得了勝、在我父的寶座上與他同坐一般。                                                                                     |

## 三位一體教派观点

### 地方教会和召会的观点
地方教会运动主要创始人倪柝聲以及后来李常受创建的教派召会认为亞西亞七教会分别代表：
- 以弗所（羨慕可愛）：預示初代教會。
- 士每拿（死亡沒藥）：現代的伊茲密爾，預示殉道者的教會。
- 別迦摩（婚姻的高塔）：現代的帕加马（Bergama），預示東正教。
- 推雅推喇（香火繚繞）：現代的阿克希薩爾（Akhisar），預示天主教。
- 撒狄（逃脫出來）：預示新教。
- 非拉鐵非（弟兄相愛）：現代的阿拉謝希爾（Alaşehir阿拉城/Ala-Shehir神的城），預示“恢復呼召的聚會”（参见“恢复运动”）。
- 老底嘉（眾聲喧嘩）：接近現代的代尼茲利（Denizli），預示停止恢復的教會。